# ムサシインターナショナルスクールトウキョウ
ムサシインターナショナルスクールトウキョウ（英: Musashi International School Tokyo、略: MIST）とは、東京都の三鷹市にキャンパスを持つインターナショナル・スクールである。大人向けのビジネススクールも運営している。
旧名はリトルエンジェルス・インターナショナルスクール、およびリトルエンジェルス学園（リトルエンジェルスがくえん、英語: Little Angels International School and Academy）。
日本にある他のインド系インターナショナルスクールは主にインド人の子供たちのために設立されたが、当学園は日本人の子供たちを対象に設計されている。現在は、小学校から高校までケンブリッジ国際カリキュラムにより授業を行っている。 

## 概要
当学園には、全日制学生のリトル・エンジェルス・インターナショナル・スクール（略称LAIS）と放課後授業のリトル・エンジェルス・イングリッシュ・アカデミーがある。LAISには4つの区分、リトル・エンジェルス幼稚園、リトル・エンジェルス小学校、リトル・エンジェルス中学校、リトル・エンジェルス高等学校がある。授業カリキュラムは日本政府の文部科学省のガイドラインと、国際的な英語教育ガイドラインの両方に従っている。リトル・エンジェルス中学校および高等学校はケンブリッジ大学国際教育機構からの認定を受けている。
当学園はまた、リトル・エンジェルス・ビジネス・スクールと言う名称で、大人向けの特別授業も提供している。
三鷹本校には、学校、幼稚園、英語教室、ビジネススクールを含む、あらゆる教育水準が揃っている。三鷹駅校にはリトル・エンジェルス・イングリッシュ・アカデミー＆インターナショナル幼稚園がある。
三鷹にある学園の当初の幼稚園キャンパスは、かつて一戸建て住宅だった。当学園は以前、武蔵野市の吉祥寺にキャンパスがあった。

## 沿革
チェンナイ出身のジェーバーラニ・アンジェリーナ(Jeevarani Angelina)は、1990年に日本に引っ越して在外インド人となった。日本語での発音が容易である「ラニ・サンク(Rani Sanku)」として知られているアンジェリーナは 、2002年に英語訓練校のリトル・エンジェルス・イングリッシュ・アカデミーを設立した。幼稚園は2004年に開始された。 当初、学校に在籍していたのは5人の生徒だけだった。 しかし、これは2005年に生徒15人、2006年には生徒が30人に増えて、2008年2月までに入校生徒数は85人に達した。一般学生の入校とともに、日本人学生の入校も増加した。2011年に学園は6学年を追加する予定となった。 ジャパンタイムズ紙のメリンダ・ジョーは、リトルエンジェルス学園が「江戸川区にあるグローバル・インディアン・インターナショナル・スクールなどの、東京の他のインド系インターナショナル・スクールのための道を開く手助けをした」と記した。

## カリキュラム
当学園はモンテッソーリ教育の側面を取り入れ、グループワークを追加して暗記重視を減らしている 。生徒達は2歳か3歳で英語を公の場で話すようになり 、4歳では英語のみを学校で話さなくてはならない。数学の指導は2歳から始まり、コンピューターの指導は3歳から始まる。これらの年齢は伝統的な日本の学校で習う各年齢よりも早期である。他の授業には美術や図工、ダンス、科学がある 。当学園はインドの教科書を使用しているが、当学園にインドの歴史授業はない。会話、ゲーム、そして歌がカリキュラムの一部となっている。
2010年現在、このシステムで高校まで勉学に励む当学園生徒および他のインド系インターナショナルスクール学生の大半は、日本国外の大学への入学を目標にしている。東京都は、当学園および東京にある他の2つのインド系インターナショナル・スクールを「無認可校（非一条校）」、もしくは日本の学校教育法に基づく義務教育を提供しているとは言えない学校だと見なしている。
「無認可校」にのみ通う学生は、国際バカロレア やケンブリッジ大学国際教育機構の試験など認められた国際カリキュラムを修了しない限り、日本の大学に通うことはできない。
この学園は現在、国内外の大学に入学する機会を卒業生に与えるための、インターナショナルスクール協議会による評価が実施されている。

## 生徒構成
2008年で、生徒達は45人いて、そのうち1人がインド人だった。2010年時点で、日本人が生徒達の80％を占めている。雑婚の子供と他国の子供が残りの部分を占める。2012年現在、日本人学生の割合はほぼ90％まで上昇している。2015年現在、生徒数は幼稚園から中学校までで約90人に増加した。

## 講師陣
2008年には専任教師が4人おり、そのうち3人が非日本人だった。2008年時点で、人生の早期に英語を始めた教師が多数派である。これらの講師はインド、インドネシア、ネパールを含む、南アジアや東南アジア生まれである。2015年現在、この学園にはオーストラリア、イギリス、ギリシャ、インド、ネパール、ジャマイカ、フィリピン、アメリカ合衆国出身の教員がおり、多彩な教科を教えている。